# José Luis Cuciuffo
José Luis Cuciuffo (Córdoba, 1 de febrero de 1961-Bahía San Blas, Buenos Aires, 11 de diciembre de 2004) fue un futbolista argentino que se desempeñaba en la posición de lateral izquierdo. Iniciado futbolísticamente en Vélez Sarsfield. En 1988 llegó a Club Atlético Boca Juniors, en donde se mantuvo durante cuatro años, para emigrar finalmente al Club Junior FC, en 1992. Integró las filas del conjunto durante seis meses, para continuar su carrera en el Olympique de Lyon donde se mantuvo dos temporadas y posteriormente en el Stade Brestois 29 también durante dos temporadas de la Ligue 1 francesa. 
Destacó principalmente con la Selección Argentina, con la cual logró consagrarse campeón del Mundial 1986 disputando un total de seis partidos, prácticamente casi todos los encuentros de la selección en dicho torneo. Disputó un total de veintiún partidos con la selección albiceleste entre 1983 y 1989. 
A nivel de clubes, logró consagrarse campeón del a Supercopa Sudamericana 1989 y la Recopa Sudamericana 1990, ambos con el Club Atlético Boca Juniors.
Volvió al país en 1996 para jugar con Belgrano de Córdoba, aunque no fue aceptado por el presidente.

## Biografía
Cuciuffo se inició en Club Atlético Huracán (Córdoba) de Barrio La France a finales de los 70, Luego pasó a Talleres de Córdoba; pero su notoriedad como gran defensa marcador llegó tras ser cedido al Club Atlético Chaco For Ever, un equipo del nordeste argentino con el que jugó el Torneo Nacional de 1980. Volvió como titular a Club Atlético Talleres (Córdoba)
Sin embargo, el mayor conocimiento de su juego y de su propia existencia comenzó en 1981, cuando la revista Humor; la de mayor resistencia a la dictadura militar de Argentina, se basó en la fonética de su apellido para realizar una campaña con el fin de que fuera convocado con la Selección Argentina. Si bien César Luis Menotti no terminó llevándolo al Mundial de España en 1982, Carlos Bilardo, en cambio, acabó reparando en él para el Mundial siguiente, en México. Pasó entonces de ser un desconocido a un jugador sumamente popular y no precisamente por su juego, sino por su apellido y por las constantes bromas que la revista Humor hacía en la recordada sección pelota, en la que los más acérrimos críticos de fútbol del momento reclamaban su presencia en la albiceleste.
Una vez convocado por Bilardo, Cuciuffo se contentaba con estar en la lista de los 22 convocados. Pero la lesión de Néstor Clausen en el primer partido frente a Corea del Sur le permitió ser titular en seis de los siete partidos, a su vez una falta de la que fue objeto derivó en el primer gol de la final ante Alemania.
En el Mundial tuvo que vérselas como defensa con jugadores de la talla de Enzo Francescoli o Rudi Völler, a los que superó con un juego limpio y estrechos marcajes, tal como pedía Bilardo en cada partido. En este esquema terminó siendo fundamental en la obtención del título, aunque Cuciuffo mantuvo siempre un bajo perfil. Terminó jugando 21 partidos en la Selección Argentina, entre los años 1985 y 1989.
Al año siguiente fue transferido a Boca Juniors, cuando ya militaba en Vélez Sarsfield, y en Boca jugó tres temporadas, aunque no coincidió con la mejor época del club, que en 11 años apenas si ganó un torneo. Pese a que contaba con muy buenos jugadores, y de hecho el propio Cuciuffo llegó procedente de Vélez junto al delantero Humberto Gutiérrez, aquel Boca dirigido por Roberto Saporiti, no satisfizo las expectativas.
Producto de a mala relación con los directivos fue la decisión de Cuciuffo de emigrar a Francia, donde jugó en el Nimes y en el Reims. En 1993 retornó a Argentina para jugar en Belgrano, equipo del cual era fanático, antes de retirarse definitivamente del fútbol.
Luego se dedicó a regentar un bar de su propiedad y a militar en el sindicato de entrenadores en Córdoba. Dirigió al equipo 24 de Septiembre, de la localidad de Arroyito, Córdoba, y fue propietario de la escuela de fútbol Potreros de Claret. La última aparición que se le recuerda en público fue en diciembre de 2003, cuando se le vio en el hotel que ocupaba la plantilla del Boca Juniors, en Yokohama, a la espera del partido ante el AC Milan por la Copa Intercontinental. Para esa época, Cuciuffo daba instrucciones a un grupo de futbolistas juveniles japoneses y aprovechó la presencia de su exequipo para visitar a los jugadores y animar a sus compatriotas antes de la final.

## Selección nacional
En su época de jugador de Vélez Sarsfield, fue internacional con la Selección Argentina con la que obtuvo la Copa Mundial de Fútbol de 1986 en México. Su debut mundialista fue el 5 de junio de 1986 en el empate 1-1 frente a Italia. Disputó seis juegos mundialistas.

### Participaciones en Copas del Mundo
| Mundial                        | Sede   | Resultado | PJ | Goles | Asist. |
| ------------------------------ | ------ | --------- | -- | ----- | ------ |
| Copa Mundial de Fútbol de 1986 | México | Campeón   | 6  | 0     | 2      |

### Participaciones en Copas América
| Mundial           | Sede      | Resultado    | Partidos | Goles |
| ----------------- | --------- | ------------ | -------- | ----- |
| Copa América 1987 | Argentina | Cuarto lugar | 4        | 0     |
| Copa América 1989 | Brasil    | Tercer lugar | 4        | 0     |

## Fallecimiento
Falleció el sábado 11 de diciembre de 2004 por la noche, a los 43 años, al dispararse la escopeta que llevaba en una camioneta durante una excursión de caza en Bahía San Blas, en Carmen de Patagones, provincia de Buenos Aires.
Fuentes policiales indicaron que Cuciuffo, auxiliado en primera instancia por un amigo que lo acompañaba en el momento del accidente, murió cuando era trasladado al hospital de la ciudad de Carmen de Patagones, unos 950 km al sur de la ciudad de Buenos Aires. Añadieron que el disparo afectó la zona hepática del exfutbolista debido a que llevaba el arma entre las piernas con el cañón apoyado sobre su cuerpo.
A su entierro asistió su técnico Carlos Bilardo que dijo:

"Vine para acompañar a la familia de José Luis y darle, en lo posible, apoyo y fuerza. Cuando le ocurre una desgracia a un amigo, uno se pone muy mal. En el 86 armamos un grupo muy unido. Algunos pudimos venir, pero todos los otros muchachos han hecho llegar su adhesión llamando por teléfono. Era una excelente persona y así lo recordaremos".

También estuvo su compañero en la selección Sergio Batista, que dijo: 

"Vengo a despedir a un amigo, a alguien que siempre tenía una sonrisa en la boca y todo el humor cordobés".

Está sepultado en el Cementerio Parque Azul de Alta Gracia en el Departamento Santa María (Córdoba).

## Clubes
| Club              | País      | Año       |
| ----------------- | --------- | --------- |
| Huracán (Córdoba) | Argentina | 1978-1980 |
| Chaco For Ever    | Argentina | 1980      |
| Talleres          | Argentina | 1981      |
| Vélez Sarsfield   | Argentina | 1982-1987 |
| Boca Juniors      | Argentina | 1987-1990 |
| Nîmes Olympique   | Francia   | 1990-1993 |
| Belgrano          | Argentina | 1993      |

## Palmarés

### Campeonatos internacionales
| Título                 | Club         | Sede       | Año  |
| ---------------------- | ------------ | ---------- | ---- |
| Supercopa Sudamericana | Boca Juniors | Avellaneda | 1989 |
| Recopa Sudamericana    | Boca Juniors | Miami      | 1990 |

| Título                  | Selección | Sede      | Año  |
| ----------------------- | --------- | --------- | ---- |
| Copa Mundial de la FIFA | Argentina | México DF | 1986 |